# تنسی ویلیامز
تنسی لاینر ویلیامز (به انگلیسی: Tennessee Williams) (زاده ۲۶ مارس ۱۹۱۱ – درگذشته ۲۵ فوریه ۱۹۸۳) نویسنده اهل آمریکا و یکی از تاثیرگذارترین نویسندگان معاصر در ادبیات آمریکا محسوب می‌شود. نمایشنامه گربه روی شیروانی داغ در سال ۱۹۵۵ برنده جایزه پولیتزر شد.

## آثار
حدود ۳۰ عنوان نمایشنامه به قلم تنسی ویلیامز منتشر شده‌است.